# Щефанов
Щефанов (на словашки: Štefanov) е село в окръг Сеница, Търнавски край, Западна Словакия. Населението му е 1618 души.
Разположено е на 187 m надморска височина, на 14 km западно от град Сеница. Площта му е 22,09 km². Кмет на селото е Франтишек Худи.